# کارل دارلینگ باک
کارل دارلینگ باک (به انگلیسی: Carl Darling Buck)‏ (۲ اکتبر ۱۸۶۶ – ۸ فوریهٔ ۱۹۵۵) لغت‌شناس، زبان‌شناس، و استاد دانشگاه اهل ایالات متحدهٔ آمریکا بود.
باک متخصص زبان‌های هندواروپایی و به‌ویژه زبان سانسکریت بود. او آثار بسیار ارزشمندی دربارهٔ لغت‌شناسی و دستور زبان زبان‌های مختلفِ هندواروپایی پدیدآورد.